# آن فان ري
آن فـان ري هي دراجة بلجيكية، ولدت في 9 يونيو 1974 في Menen ‏ في بلجيكا.

## وصلات خارجية
- آن فـان ري على موقع الاتحاد الدولي للدراجات (الإنجليزية)
- آن فـان ري على موقع أرشيف الدراجات (الإنجليزية)
- آن فـان ري على موقع إحصائيات الدراجات الإحترافية (الإنجليزية)
- آن فـان ري على موقع نسبة الدراجات (الإنجليزية)